# Sawiecki (przystanek kolejowy)
Sawiecki (biał. Савецкі; ros. Советский) – przystanek kolejowy w miejscowości Osipowicze, w rejonie osipowickim, w obwodzie mohylewskim, na Białorusi. Położony jest na linii Homel - Żłobin - Mińsk.